# 량바오화
량바오화(중국어 간체자: 梁保华, 정체자: 梁保華, 병음: Liáng Bǎohuá, 1945년 11월 ~ )는 중화인민공화국의 정치인이다. 장쑤성 성장 및 장쑤 성 당위원회 서기를 역임했다.

## 생애
장시성 이춘시 출신이다. 1968년 푸단 대학 신문학과를 졸업한 후 하방운동 시기에 장수성 타이창시 신후공사에서 일을 했다. 이후 중국공산당 지방신문사로 자리를 옮겼다. 1975년 량바오화는 중국공산당 장시성 당위원회에 들어 가 장소성 혁명위원회 부주임 한페이신의 비서로 일했다. 2002년 12월, 장시성 성장이 되었고, 2007년 리위안차오 후임으로 장시성 성위원회 서기로 선출되었다. 이후 전국인민대표대회 재정경제위원회 부위원장으로 임명되었다. 중국공산당 제16기 중앙후보위원과 제17기 중앙위원을 역임했다.그는 장쑤성 최고 지도자 재임 기간 동안 성의 모든 정책과 자원을 소주에 축적하고 소주의 발전을 전적으로 지원했으며 성 내 다른 도시의 발전을 억제했다.